# شيرين هاشم
شيرين هاشم أو هاسيم (بالإنجليزية: Shireen Hassim)‏ عالمة سياسية من جنوب إفريقيا ومؤرخة وباحثة في دراسات النوع الاجتماعي والدراسات الأفريقية. وهي أستاذة في قسم الدراسات السياسية في جامعة ويتواترسراند، حيث تنتمي أيضًا إلى معهد البحوث الاجتماعية والاقتصادية. في عام 2019، أصبحت تشغل كرسيًا بحثيًا في كندا 150 في النوع الاجتماعي والسياسة الأفريقية، وبدأت فترة سبع سنوات في معهد الدراسات الأفريقية في جامعة كارلتون. كانت هاشم أول امرأة سوداء تعمل أستاذة العلوم السياسية في جنوب إفريقيا.

## أعمالها
- Victoria Schuck Award, American Political Science Association (2007)[6]
- Canada 150 Research Chair at Carleton University (2019)[7]